# Isola Teigan
L'isola Teigan (in inglese Teigan Island) è una piccola isola antartica facente parte dell'arcipelago Windmill.
Localizzata ad una latitudine di 66° 27' sud e ad una longitudine di 110°36' est, l'isola si trova subito a sud dell'Isola Odbert. La zona è stata mappata per la prima volta mediante ricognizione aerea durante l'operazione Highjump e l'operazione Windmill, negli anni 1947-1948. È stata intitolata dalla US-ACAN a B. Teigan membro dell'operazione Highjump e dell'operazione Windmill. Chiamata inizialmente scoglio Teigan, si è poi ritenuto più appropriato utilizzare il termine isola.